# 八角林
八角林，是臺灣苗栗縣獅潭鄉的一個傳統地域名稱，位於該鄉中南部。相較於今日行政區，其範圍大致包括豐林村、新豐村。

## 歷史
台灣清治末期至日治初期，八角林地區為一街庄，稱為「八角林庄」，隸屬於苗栗一堡。該庄東北與北河庄、獅潭庄為鄰，東南與蕃地為鄰，西南邊為桂竹林庄，西北邊為大坑庄、南河庄。
1901年（日治明治三十四年）11月，全台設置二十廳，該庄隸屬於苗栗廳。1909年（明治四十二年）10月，合併二十廳為十二廳，該庄改隸屬於新竹廳。1920年（大正九年），廢十二廳改設五州二廳，該庄改制為「八角林」大字，隸屬於新竹州大湖郡獅潭庄。
戰後獅潭庄改制為獅潭鄉，隸屬於新竹縣，大字亦改制為村。1950年桃、竹、苗分治，獅潭鄉改隸屬於苗栗縣。

## 地理
八角崠山位於八角林地區西部，是八角崠山脈的主峰，昔日為八角林、大坑、桂竹林三庄的界山。
八角林地區全境屬於後龍溪支流鹽水坑溪（又名桂竹林河）上游流域範圍。

## 交通
省道台3線俗稱「內山公路」，是臺北至屏東的幹道，大致以東北—西南走向蜿蜒貫穿八角林地區，向東北可前往獅潭市區、三灣、峨眉、北埔、竹東下公館等地等地；向西南可前往汶水、大湖、卓蘭、東勢等地。

## 學校
- 豐林國小